# Chefe do Estado-Maior General (Iugoslávia)
O Chefe do Estado-Maior General da Iugoslávia (Servo-croata: Начелник Генералштаба / Načelnik Generalštaba; em esloveno:  Načelnik Generalštaba; em macedônio/macedónio:  Началник на Генералштабот) refere-se ao chefe do Estado-Maior General do Exército Real Iugoslavo de 1918 a 1941, do Exército Popular Iugoslavo de 1945 a 1992 e das Forças Armadas da Sérvia e Montenegro (oficialmente denominadas Forças Armadas da Iugoslávia entre 1992 e 2003) de 1992 para 2006.

## Lista dos chefes do Estado-Maior
Nota: † denota pessoas que morreram no cargo.

### Exército Real Iugoslavo (1918–1920)
| N° | Retrato | Chefe do Estado-Maior do Comando Supremo    | Mandato               | Mandato           | Tempo no Cargo  | Ramo          | Ref.  |
| N° | Retrato | Chefe do Estado-Maior do Comando Supremo    | Posse                 | Desapossamento    | Tempo no Cargo  | Ramo          | Ref.  |
| -- | ------- | ------------------------------------------- | --------------------- | ----------------- | --------------- | ------------- | ----- |
| 1  |         | Marechal de campo Živojin Mišić (1855–1921) | 1 de dezembro de 1918 | 5 de maio de 1920 | 1 ano, 156 dias | Exército Real | [ 1 ] |

### Forças Armadas Reais Iugoslavas (1920–1941)
| N°  | Retrato | Chefe do Estado-Maior General                                                                   | Mandato                | Mandato                 | Tempo no Cargo   | Ramo             | Ref.  |
| N°  | Retrato | Chefe do Estado-Maior General                                                                   | Posse                  | Desapossamento          | Tempo no Cargo   | Ramo             | Ref.  |
| --- | ------- | ----------------------------------------------------------------------------------------------- | ---------------------- | ----------------------- | ---------------- | ---------------- | ----- |
| 1   |         | Marechal de campo Živojin Mišić (1855–1921)                                                     | 5 de maio de 1920      | 20 de janeiro de 1921 † | 260 dias         | Exército Real    | [ 1 ] |
| –   |         | General Petar Pešić (1871–1944) Interino                                                        | 21 de janeiro de 1921  | 10 de março de 1921     | 48 dias          | Exército Real    | [ 2 ] |
| 2   |         | Marechal de campo Petar Bojović (1858–1945)                                                     | 10 de março de 1921    | 8 de dezembro de 1921   | 273 dias         | Exército Real    | [ 3 ] |
| 3   |         | General Petar Pešić (1871–1944)                                                                 | 8 de dezembro de 1921  | 4 de novembro de 1922   | 331 dias         | Exército Real    | [ 2 ] |
| –   |         | General (quando nomeado) General de divisão (desde 1923) Milan Milovanović (1874–1942) Interino | 4 de novembro de 1922  | 30 de julho de 1924     | 1 ano, 269 dias  | Exército Real    | [ 4 ] |
| (3) |         | General de exército Petar Pešić (1871–1944)                                                     | 30 de julho de 1924    | 11 de abril de 1929     | 4 anos, 255 dias | Exército Real    | [ 2 ] |
| 4   |         | General de exército Milan Milovanović (1874–1942)                                               | 11 de abril de 1929    | 18 de abril de 1934     | 5 anos, 7 dias   | Exército Real    | [ 4 ] |
| –   |         | General de divisão Petar Kosić (1881–1949) Interino                                             | 18 de abril de 1934    | 1 de junho de 1934      | 44 dias          | Exército Real    | [ 5 ] |
| 5   |         | General de exército Milan Nedić (1877–1946)                                                     | 1 de junho de 1934     | 9 de março de 1935      | 281 dias         | Exército Real    | [ 6 ] |
| –   |         | General de divisão Petar Kosić (1881–1949) Interino                                             | 10 de março de 1935    | 12 de maio de 1935      | 63 dias          | Exército Real    | [ 5 ] |
| 6   |         | General de exército Ljubomir Marić (1878–1960)                                                  | 12 de maio de 1935     | 8 de março de 1936      | 301 dias         | Exército Real    | [ 7 ] |
| –   |         | General de divisão Petar Kosić (1881–1949) Interino                                             | 8 de março de 1936     | 6 de setembro de 1936   | 182 dias         | Exército Real    | [ 5 ] |
| –   |         | General de divisão Milutin Nedić (1882–1945) Interino                                           | 6 de setembro de 1936  | 6 de setembro de 1937   | 1 ano            | Exército Real    | [ 8 ] |
| 7   |         | General de exército Milutin Nedić (1882–1945)                                                   | 6 de setembro de 1937  | 25 de agosto de 1938    | 353 dias         | Exército Real    | [ 8 ] |
| –   |         | General de divisão Mihailo D. Bodi (1884–1953) Interino                                         | 25 de agosto de 1938   | 15 de setembro de 1938  | 21 dias          | Exército Real    |       |
| 8   |         | General de exército Dušan Simović (1882–1962)                                                   | 15 de setembro de 1938 | 3 de janeiro de 1940    | 1 ano, 110 dias  | Real Força Aérea | [ 9 ] |
| 9   |         | General de exército Petar Kosić (1881–1949)                                                     | 3 de janeiro de 1940   | 27 de março de 1941     | 1 ano e 83 dias  | Exército Real    | [ 5 ] |
| (8) |         | General de exército Dušan Simović (1882–1962)                                                   | 27 de março de 1941    | 15 de abril de 1941     | 18 dias          | Real Força Aérea | [ 9 ] |
| –   |         | General de exército Danilo Kalafatović (1875–1946) Interino                                     | 15 de abril de 1941    | 17 de abril de 1941     | 2 dias           | Exército Real    | [ 5 ] |

### Exército Iugoslavo Fora da Pátria (1941–1942)
| N° | Retrato | Chefe do Estado-Maior do Comando Supremo | Mandato | Mandato        | Tempo no Cargo | Ramo                    | Ref. |
| N° | Retrato | Chefe do Estado-Maior do Comando Supremo | Posse   | Desapossamento | Tempo no Cargo | Ramo                    | Ref. |
| -- | ------- | ---------------------------------------- | ------- | -------------- | -------------- | ----------------------- | ---- |
| 1  |         | Tenente-coronel Miodrag Lozić            | 1941    | 1942           | 0–1 ano        | Exército Fora da Pátria |      |

### Exército Iugoslavo na Pátria (1942-1945)
| N° | Retrato | Chefe do Estado-Maior do Comando Supremo             | Mandato | Mandato        | Tempo no Cargo | Ramo     | Ref    |
| N° | Retrato | Chefe do Estado-Maior do Comando Supremo             | Posse   | Desapossamento | Tempo no Cargo | Ramo     | Ref    |
| -- | ------- | ---------------------------------------------------- | ------- | -------------- | -------------- | -------- | ------ |
| 1  |         | General de exército Dragoljub Mihailović (1893–1946) | 1942    | 1944           | 1–2 anos       | Chetniks | [ 10 ] |
| 2  |         | General de brigada Miodrag Damjanović (1893–1956)    | 1944    | 1945           | 0–1 ano        | Chetniks | [ 11 ] |

### Exército de Libertação Nacional (1941-1945)
| N°  | Retrato | Nome | Mandato                | Mandato            | Tempo no Cargo   | Partido | Ramo      | Ref.   |
| N°  | Retrato | Nome | Posse                  | Desapossamento     | Tempo no Cargo   | Partido | Ramo      | Ref.   |
| --- | ------- | --- | ---------------------- | ------------------ | ---------------- | ------- | --------- | ------ |
| N/A |         | Marechal da Iugoslávia Josip Broz Tito (1892–1980) Comandante do Quartel-General Supremo e Comandante-em-Chefe | 27 de junho de 1941    | 1 de março de 1945 | 3 anos, 247 dias | SKJ     | Partisans | [ 12 ] |
| N/A |         | Tenente-Coronel-General Arso Jovanović (1907–1948) Chefe da Sede Suprema                                       | 12 de dezembro de 1941 | 1 de março de 1945 | 3 anos, 79 dias  | SKJ     | Partisans | [ 13 ] |

### Exército Popular Iugoslavo (1945–1992)
O Chefe do Estado-Maior General (Servo-croata: Načelnik Generalštaba - NGŠ, Начелник Генералштаба - НГШ; em macedônio/macedónio:  Началник на Генералштабот; em esloveno:  Načelnik Generalštaba) foi o Chefe do Estado-Maior do Exército Popular Iugoslavo (JNA) durante a sua existência de 1945 a 1992. Foi nomeado pelo Presidente (após a Presidência de 1980) da República Socialista Federativa da Iugoslávia, que era o comandante-em-chefe. Enquanto o Secretário Federal de Defesa Popular (Ministro da Defesa) chefiava a Secretaria Federal de Defesa Popular (Savezni sekretarijat za narodnu odbranu - SSNO ) e era o militar mais eficaz, o Chefe do Estado-Maior General (que era a parte formativa da SSN ) era o órgão mais profissional e de pessoal.
| N° | Retrato | Chefe do Estado-Maior General               | Mandato                 | Mandato                 | Tempo no Cargo   | Partido      | Ramo              | Ref.   |
| N° | Retrato | Chefe do Estado-Maior General               | Posse                   | Desapossamento          | Tempo no Cargo   | Partido      | Ramo              | Ref.   |
| -- | ------- | ------------------------------------------- | ----------------------- | ----------------------- | ---------------- | ------------ | ----------------- | ------ |
| 1  |         | Coronel-general Arso Jovanović (1907–1948)  | 1 de março de 1945      | 15 de setembro de 1945  | 198 dias         | SKJ          | Forças Terrestres | [ 13 ] |
| 2  |         | Coronel-general Koča Popović (1908–1992)    | 15 de setembro de 1945  | 27 de janeiro de 1953   | 4 anos, 134 dias | SKJ          | Forças Terrestres | [ 14 ] |
| 3  |         | Coronel-general Peko Dapčević (1913–1999)   | 27 de janeiro de 1953   | 29 de abril de 1955     | 2 anos, 92 dias  | SKJ          | Forças Terrestres | [ 15 ] |
| 4  |         | Coronel-general Ljubo Vučković (1915–1976)  | 29 de abril de 1955     | 16 de junho de 1961     | 6 anos, 48 dias  | SKJ          | Forças Terrestres | [ 16 ] |
| 5  |         | Coronel-general Rade Hamović (1916–2009)    | 16 de junho de 1961     | 15 de junho de 1967     | 5 anos, 364 dias | SKJ          | Forças Terrestres | [ 17 ] |
| 6  |         | Coronel-general Miloš Šumonja (1918–2006)   | 15 de junho de 1967     | 5 de janeiro de 1970    | 2 anos, 204 dias | SKJ          | Forças Terrestres | [ 18 ] |
| 7  |         | Coronel-general Viktor Bubanj (1918–1972)   | 5 de janeiro de 1970    | 15 de outubro de 1972 † | 2 anos, 284 dias | SKJ          | Força Aérea       | [ 19 ] |
| 8  |         | Coronel-general Stane Potočar (1919–1997)   | 15 de outubro de 1972   | 10 de julho de 1979     | 6 anos, 268 dias | SKJ          | Forças Terrestres | [ 20 ] |
| 9  |         | Almirante Branko Mamula (1921–2021)         | 10 de julho de 1979     | 5 de maio de 1982       | 2 anos, 299 dias | SKJ          | Marinha           | [ 21 ] |
| 10 |         | Coronel-general Petar Gračanin (1923–2004)  | 5 de maio de 1982       | 1 de setembro de 1985   | 3 anos, 119 dias | SKJ          | Forças Terrestres |        |
| 11 |         | Coronel-general Zorko Čanadi (1925–2003)    | 1 de setembro de 1985   | 15 de setembro de 1987  | 2 anos, 14 dias  | SKJ          | Forças Terrestres | [ 22 ] |
| 12 |         | Coronel-general Stevan Mirković (1927–2015) | 15 de setembro de 1987  | 29 de setembro de 1989  | 2 anos, 14 dias  | SKJ          | Forças Terrestres | [ 23 ] |
| 13 |         | Coronel-general Blagoje Adžić (1932–2012)   | 29 de setembro de 1989  | 27 de fevereiro de 1992 | 2 anos, 151 dias | SKJ          | Forças Terrestres | [ 24 ] |
| 14 |         | Coronel-general Života Panić (1933–2003)    | 27 de fevereiro de 1992 | 20 de maio de 1992      | 83 dias          | Independente | Forças Terrestres | [ 4 ]  |

### Forças Armadas da Iugoslávia/Sérvia e Montenegro (1992–2006)
Após a dissolução da Iugoslávia e a secessão de quatro das seis repúblicas constituintes da RSF Iugoslávia, as duas restantes (Sérvia e Montenegro) estabeleceram uma federação em 1992 chamada República Federal da Iugoslávia (RF Iugoslávia). Isto durou até 2003, quando foi reconstituída como uma união estatal chamada Sérvia e Montenegro. Em 2006, ambos os países declararam independência e se separaram.
| N° | Retrato | Chefe do Estado-Maior General                 | Mandato                | Mandato                | Tempo no Cargo   | Ramo              | Ref.   |
| N° | Retrato | Chefe do Estado-Maior General                 | Posse                  | Desapossamento         | Tempo no Cargo   | Ramo              | Ref.   |
| -- | ------- | --------------------------------------------- | ---------------------- | ---------------------- | ---------------- | ----------------- | ------ |
| 1  |         | Coronel-general Života Panić (1933–2003)      | 20 de maio de 1992     | 26 de agosto de 1993   | 1 ano e 98 dias  | Forças Terrestres | [ 4 ]  |
| 2  |         | Coronel-general Momčilo Perišić (1944–)       | 26 de agosto de 1993   | 26 de novembro de 1998 | 5 anos, 92 dias  | Forças Terrestres | [ 25 ] |
| 3  |         | Coronel-general Dragoljub Ojdanić (1941–2020) | 26 de novembro de 1998 | 7 de fevereiro de 2000 | 1 ano, 73 dias   | Forças Terrestres | [ 26 ] |
| 4  |         | Coronel-general Nebojša Pavković (1946–)      | 7 de fevereiro de 2000 | 24 de junho de 2002    | 2 anos, 137 dias | Forças Terrestres | [ 27 ] |
| 5  |         | Coronel-general Branko Krga (1945–)           | 24 de junho de 2002    | 23 de dezembro de 2004 | 2 anos, 182 dias | Forças Terrestres | [ 28 ] |
| 6  |         | Tenente-Coronel-General Dragan Paskaš (1951–) | 23 de dezembro de 2004 | 6 de outubro de 2005   | 287 dias         | Forças Terrestres | [ 29 ] |
| 7  |         | Tenente-Coronel-General Ljubiša Jokić (1958–) | 6 de outubro de 2005   | 3 de junho de 2006     | 240 dias         | Força Aérea       | [ 30 ] |